# Михаил Рејнеке
Михаил Францевич Рејнеке (рус. Михаи́л Фра́нцевич Ре́йнеке; имање Гротхаузенсгоф, Венденски округ, 10. новембар 1801 — Франкфурт на Мајни, 17. април 1859) био је истакнути руски хидрограф, вице-адмирал, дописни члан Академије наука и члан Императорског географског друштва. Аутор је више од 60 обимних студија о хидрографији, астрономији и морепловству, а предводио је бројне истраживачке експедиције у Бело и Баренцово море. Један од његових најбољих пријатеља и сарадника био је адмирал Павел Нахимов. 
Његово име данас носе једно острво у Јапанском мору, острво и залив у Охотском мору и залив на Новој Земљи.